# Pasquale Prestisimone
Pasquale Prestisimone (Cefalù, 11 febbraio 1894 – Cefalù, 28 maggio 1958) è stato un generale e politico italiano, senatore dal 1953 al 1958.

## Biografia

### Origini e formazione
Nasce a Cefalù da Salvatore e Maria Cavallaro. Dopo i primi anni di scuola presso il Collegio dei Salesiani ad Acireale, termina gli studi diplomandosi all'Istituto Tecnico. Appena compiuti i 18 anni si arruola come volontario nell'esercito ed è allievo ufficiale presso l'81º Reggimento fanteria.

### Prima Guerra Mondiale
Pochi mesi dopo il congedo del periodo di leva volontario, nell'aprile 1915, viene richiamato in servizio per l'entrata dell'Italia in guerra.
Nel 1918, da capitano, al comando della III compagnia del 5º Reggimento fanteria della Brigata Aosta, si distingue per atti di coraggio al Col della Beretta e al Monte Valderoa (Monte Grappa) che gli valgono una medaglia d'argento al valor militare.
Terminata la guerra, presta servizio in Tripolitania tra il 1921 e il 1923 rientrando poi in Italia.

### Seconda Guerra Mondiale
Promosso nel frattempo tenente colonnello, chiede di essere trasferito alla specialità carristi e dal gennaio 1942 è al comando del IX Battaglione carri M13/40 del 132º Reggimento carri della Divisione "Ariete" già schierata in Africa Settentrionale.
Nel maggio del 1942, ordina il primo assalto al caposaldo di Bir Hacheim difeso dalla 1ª Brigata della Francia Libera (Forces Françaises Libres, FFL) episodio della battaglia di Ain el-Gazala nel corso dell'offensiva dell'Afrikakorps (DAK) diretta alla conquista del Canale di Suez. Nel corso dell'assalto, Prestisimone cambia tre volte carro pur di continuare l'assalto e ustionato abbastanza seriamente alle gambe viene fatto prigioniero quando è ormai a 80 metri da una batteria francese, ricevendo le congratulazioni personali del generale Koenig per il coraggio dimostrato nell'azione. Per questo fatto d'arme ottiene il conferimento della medaglia d'oro al valor militare.
Rientrato dopo la prigionia, nel 1946 viene collocato a riposo e nominato generale di brigata.

### Ultimi anni
Si dedica all'attività pubblica, è consigliere comunale e assessore nella natia Cefalù. Nel 1953 è candidato alle elezioni politiche nelle liste del Movimento Sociale Italiano ed è eletto al Senato.
In Senato fa parte della commissione Difesa per tutta la legislatura e della commissione Igiene e sanità dal 1953 al 1955.
Il 25 maggio 1958 muore a Cefalù. A lui sono intitolate una via di Cefalù e una di Palermo.